# Pentalasundet
Pentalasundet är ett sund i Finland. Det ligger i Esbo i landskapet Nyland, i den södra delen av landet, 17 km sydväst om huvudstaden Helsingfors.
Pentalasundet ligger mellan öarna Pentala i öster och Medvastö i väster. Det ansluter till Björköfjärden i norr och Brudholmsfjärden i söder.